# فولغينسكيي
فولغينسكيي (بالروسية: Вольгинский) هي مدينة في مقاطعة فلاديمير أوبلاست في روسيا.